# Rutitrigonia agrioensis
Rutitrigonia agrioensis es una especie extinta de moluscos bivalvos, perteneciente a la familia Trigoniidae. Fue descrito por Weaver en 1931. Es comúnmente hallado en la Formación Agrio y también registrado en la Formación Coyhaique.

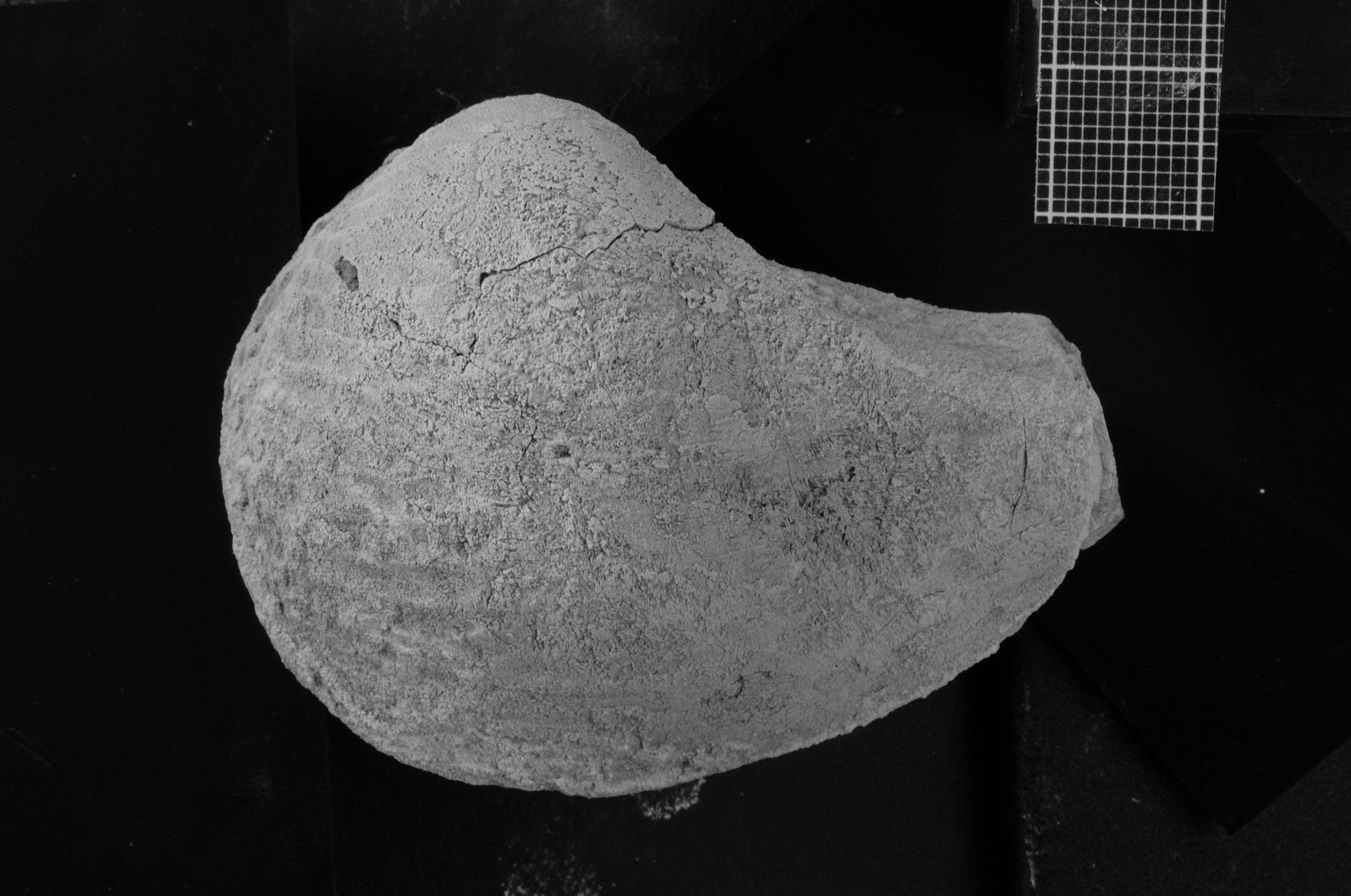
Rutitrigonia agrioensis vista izquierda.

## Hábitat
R. agrioensis presentó un hábito infaunal superficial y se alimentaba principalmente de las partículas en suspensión.

## Tipología
Weaver propuso la especie en 1931 como Trigonia agrioensis, sin embargo posteriores estudios reasignan el taxón al género Rutitrigonia.